# 무서운 아이
《무서운 아이》는 1984년 4월 15일에 MBC TV에서 방영되었던 베스트셀러극장이다.

## 줄거리
어느 소년의 도벽
포장마차를 꾸려가는 고아 출신의 남자(김추련)는 열여섯쯤으로 추정되는 소년이 술을 요구하면서 도벽을 보이기까지 하는데 소년의 부모는 그 사실을 감싸기까지 하는 것을 보고 충격을 받게 된다.
알고 보니 그 소년은 천재기사로 학교 교육은 외면하고 바둑에 호가로부터 초대를 받아가면서 수입을 올리는 소년이었다.
남자는 소년을 어느 지하실로 끌어들여 버릇을 고칠 계획을 세우게 되는데...

## 출연
- 김추련
- 송옥숙
- 조인표
- 김기일
- 이수나
- 신충식
- 박상조
- 홍순창
- 박경순
- 조형기
- 맹상훈
- 차재호
- 정성모
- 강서영
- 박민희
- 최영수